# Poinçon-lès-Larrey
Poinçon-lès-Larrey este o comună în departamentul Côte-d'Or, Franța. În 2009 avea o populație de 205 de locuitori.

## Evoluția populației
| An        | 1975 | 1982 | 1990 | 1999 | 2006 | 2009 |
| --------- | ---- | ---- | ---- | ---- | ---- | ---- |
| Populație | 235  | 236  | 199  | 196  | 200  | 205  |